# Tritonia (plante)
Cet article concerne le genre de plantes. Pour le genre de mollusques, voir Tritonia (animal).
Genre
Synonymes
- Belendenia Raf.[2]
- Freesea Eckl.[2]
- Montbretia DC.[2]
- Montbretiopsis L. Bolus[2]
- Tritonixia Klatt[2]
- Waitzia Rchb.[2]

Classification phylogénétique
Tritonia est un genre de plantes à fleurs de la famille des Iridaceae.
Ce sont de petites plantes bulbeuses atteignant 8 cm de haut, apparaissant en grand nombre au printemps dans leur région d'origine, l'Afrique du Sud.

## Liste des espèces
Selon BioLib (13 janvier 2019) :
- Tritonia atrorubens (N.E. Br.) L. Bolus
- Tritonia bakeri Klatt
- Tritonia chrysantha Fourc.
- Tritonia cooperi (Baker) Klatt
- Tritonia crocata (L.) Ker Gawl.
- Tritonia delpierrei M.P. de Vos
- Tritonia deusta (Aiton) Ker Gawl.
- Tritonia disticha (Klatt) Baker
- Tritonia drakensbergensis M.P. de Vos
- Tritonia dubia Eckl. ex Klatt
- Tritonia flabellifolia (D. Delaroche) G.J. Lewis
- Tritonia florentiae (Marloth) Goldblatt
- Tritonia gladiolaris (Lam.) Goldblatt & J.C. Manning
- Tritonia kamisbergensis Klatt
- Tritonia karooica M.P. de Vos
- Tritonia lancea (Thunb.) N.E. Br.
- Tritonia laxifolia (Klatt) Baker
- Tritonia marlothii M.P. de Vos
- Tritonia moggii Oberm.
- Tritonia nelsonii Baker
- Tritonia pallida Ker Gawl.
- Tritonia parvula N.E. Br.
- Tritonia securigera (Aiton) Ker Gawl.
- Tritonia squalida (Aiton) Ker Gawl.
- Tritonia tugwelliae L. Bolus
- Tritonia undulata (Burm.f.) Baker

Selon GRIN (13 janvier 2019) :
- Tritonia crispa (L. f.) Ker Gawl.
- Tritonia crocata (L.) Ker Gawl.
- Tritonia deusta (Aiton) Ker Gawl.
- Tritonia flabellifolia (D. Delaroche) G. J. Lewis
- Tritonia gladiolaris (Lam.) Goldblatt & J. C. Manning
- Tritonia parvula N. E. Br.
- Tritonia spp.

Selon World Checklist of Selected Plant Families (WCSP) (13 janvier 2019) :
- Tritonia atrorubens L.Bolus (1927)
- Tritonia bakeri Klatt (1882)
  - sous-espèce Tritonia bakeri subsp. bakeri
  - sous-espèce Tritonia bakeri subsp. lilacina (L.Bolus) M.P.de Vos (1983)
- Tritonia cedarmontana Goldblatt & J.C.Manning (2011)
- Tritonia chrysantha Fourc. (1932)
- Tritonia cooperi (Baker) Klatt (1882)
  - sous-espèce Tritonia cooperi subsp. cooperi
  - sous-espèce Tritonia cooperi subsp. quadrialata M.P.de Vos (1982)
- Tritonia crocata (L.) Ker Gawl. (1802)
- Tritonia delpierrei M.P.de Vos (1983)
- Tritonia deusta (Aiton) Ker Gawl. (1803)
  - sous-espèce Tritonia deusta subsp. deusta
  - sous-espèce Tritonia deusta subsp. miniata (Jacq.) M.P.de Vos (1982)
- Tritonia disticha (Klatt) Baker (1892)
  - sous-espèce Tritonia disticha subsp. disticha
  - sous-espèce Tritonia disticha subsp. rubrolucens (R.C.Foster) M.P.de Vos (1983)
- Tritonia drakensbergensis M.P.de Vos (1983)
- Tritonia dubia Eckl. ex Klatt (1864)
- Tritonia flabellifolia (D.Delaroche) G.J.Lewis (1941)
  - variété Tritonia flabellifolia var. flabellifolia
  - variété Tritonia flabellifolia var. major (Ker Gawl.) M.P.de Vos (1983)
  - variété Tritonia flabellifolia var. thomasiae M.P.de Vos (1983)
- Tritonia florentiae (Marloth) Goldblatt (1974)
- Tritonia gladiolaris (Lam.) Goldblatt & J.C.Manning (2006)
- Tritonia kamisbergensis Klatt (1864)
- Tritonia karooica M.P.de Vos (1983)
- Tritonia lancea (Thunb.) N.E.Br., J. Linn. Soc. (1928)
- Tritonia laxifolia (Klatt) Benth. & Hook.f. ex Baker (1892)
- Tritonia linearifolia Goldblatt & J.C.Manning (2011)
- Tritonia marlothii M.P.de Vos (1983)
- Tritonia moggii Oberm. (1963)
- Tritonia nelsonii Baker (1892)
- Tritonia pallida Ker Gawl. (1810)
  - sous-espèce Tritonia pallida subsp. pallida
  - sous-espèce Tritonia pallida subsp. tayloriae (L.Bolus) M.P.de Vos (1983)
- Tritonia parvula N.E.Br. (1931)
- Tritonia securigera (Aiton) Ker Gawl. (1804)
  - sous-espèce Tritonia securigera subsp. securigera
  - sous-espèce Tritonia securigera subsp. watermeyeri (L.Bolus) J.C.Manning & Goldblatt (2006)
- Tritonia squalida (Aiton) Ker Gawl. (1802)
- Tritonia tugwelliae L.Bolus (1926)
- Tritonia undulata (Burm.f.) Baker, J. Linn. Soc. (1877)

Selon NCBI (29 mars 2025) :
- Tritonia disticha Baker
- Tritonia gladiolaris (Lam.) Goldblatt & J.C.Manning
- Tritonia marlothii
- Tritonia squalida

Selon The Plant List (13 janvier 2019) :
- Tritonia atrorubens (N.E.Br.) L.Bolus
- Tritonia bakeri Klatt
- Tritonia chrysantha Fourc.
- Tritonia cooperi (Baker) Klatt
- Tritonia crocata (L.) Ker Gawl.
- Tritonia delpierrei M.P.de Vos
- Tritonia deusta (Aiton) Ker Gawl.
- Tritonia disticha (Klatt) Baker
- Tritonia drakensbergensis M.P.de Vos
- Tritonia dubia Eckl. ex Klatt
- Tritonia flabellifolia (D.Delaroche) G.J.Lewis
- Tritonia florentiae (Marloth) Goldblatt
- Tritonia gladiolaris (Lam.) Goldblatt & J.C.Manning
- Tritonia kamisbergensis Klatt
- Tritonia karooica M.P.de Vos
- Tritonia lancea (Thunb.) N.E.Br.
- Tritonia laxifolia (Klatt) Baker
- Tritonia marlothii M.P.de Vos
- Tritonia moggii Oberm.
- Tritonia nelsonii Baker
- Tritonia pallida Ker Gawl.
- Tritonia parvula N.E.Br.
- Tritonia securigera (Aiton) Ker Gawl.
- Tritonia squalida (Aiton) Ker Gawl.
- Tritonia tugwelliae L.Bolus
- Tritonia undulata (Burm.f.) Baker

Selon Tropicos (13 janvier 2019) (Attention liste brute contenant possiblement des synonymes) :
- Tritonia abyssinica (Hochst. ex A. Rich.) Walp.
- Tritonia acroloba Harms
- Tritonia anigozanthiflora (Heynh.) Sweet
- Tritonia atrorubens (N.E. Br.) L. Bolus
- Tritonia aurantiaca Eckl.
- Tritonia aurea Pappe ex Hook.
- Tritonia bakeri Klatt
- Tritonia bolusii Baker
- Tritonia bongensis Pax
- Tritonia bracteata Worsley
- Tritonia capensis (Houtt.) Ker Gawl.
- Tritonia catenularis Salisb.
- Tritonia cedarmontana Goldblatt & J.C. Manning
- Tritonia chrysantha Fourc.
- Tritonia cinnabarina Pax
- Tritonia clusiana Worsley
- Tritonia coccinea Eckl.
- Tritonia concolor Sweet
- Tritonia cooperi (Baker) Klatt
- Tritonia crispa (L. f.) Ker Gawl.
- Tritonia crocata (L.) Ker Gawl.
- Tritonia delpierrei M.P. de Vos
- Tritonia deusta (Aiton) Ker Gawl.
- Tritonia disticha (Klatt) Baker
- Tritonia drakensbergensis M.P. de Vos
- Tritonia dubia Eckl. ex Klatt
- Tritonia fenestrata (Jacq.) Ker Gawl.
- Tritonia flabellifolia (D. Delaroche) G.J. Lewis
- Tritonia flanaganii L. Bolus
- Tritonia flava (Aiton) Ker Gawl.
- Tritonia flavida Schltr.
- Tritonia florentiae Goldblatt
- Tritonia fucata Herb.
- Tritonia fulva Dehnh.
- Tritonia gladiolaris (Lam.) Goldblatt & J.C. Manning
- Tritonia graminifolia Baker
- Tritonia hyalina (L. f.) Baker
- Tritonia kamisbergensis Klatt
- Tritonia karooica M.P. de Vos
- Tritonia krausii Baker
- Tritonia kraussii Baker
- Tritonia lacerata (Burm. f.) Klatt
- Tritonia lancea (Thunb.) N.E. Br.
- Tritonia latifolia (D. Delaroche) N.E. Br.
- Tritonia laxifolia (Klatt) Benth. ex Baker
- Tritonia lilacina L. Bolus
- Tritonia linearifolia Goldblatt & J.C. Manning
- Tritonia lineata (Salisb.) Ker Gawl.
- Tritonia longiflora (P.J. Bergius) Ker Gawl.
- Tritonia longituba R.C. Foster
- Tritonia magniflora Dehnh.
- Tritonia marlothii M.P. de Vos
- Tritonia masoniorum L. Bolus
- Tritonia mathewsiana L. Bolus
- Tritonia mensensis Schweinf.
- Tritonia miniata (Jacq.) Ker Gawl.
- Tritonia moggii Oberm.
- Tritonia nelsonii Baker
- Tritonia nervosa (Baker) Klatt
- Tritonia odorata Lodd.
- Tritonia pallida Ker Gawl.
- Tritonia paniculata (D. Delaroche) Klatt
- Tritonia parviflora Baker
- Tritonia parvula N.E. Br.
- Tritonia pauciflora (Baker) Klatt
- Tritonia pectinata (Vahl) Ker Gawl.
- Tritonia petrophila Baker
- Tritonia pottsii (McNab ex Baker) Benth. ex Baker
- Tritonia pulchella Dehnh.
- Tritonia purpurea (Lam.) Ker Gawl.
- Tritonia quinquenervata (Baker) R.C. Foster
- Tritonia refracta (Jacq.) Ker Gawl.
- Tritonia riparia Cordem.
- Tritonia rochensis Ker Gawl.
- Tritonia rosea (Jacq.) W.T. Aiton
- Tritonia rubrolucens R.C. Foster
- Tritonia sanguinea Eckl.
- Tritonia schimperi Aschers. & Klatt
- Tritonia scillaris (L.) Baker
- Tritonia secunda (Eckl.) Steud.
- Tritonia securigera (Aiton) Ker Gawl.
- Tritonia squalida (Aiton) Ker Gawl.
- Tritonia striata (Jacq.) Ker Gawl.
- Tritonia strictifolia (Klatt) Benth. & Hook. f. ex B.D. Jacks.
- Tritonia taylorae L. Bolus
- Tritonia templemannii Baker
- Tritonia tenuiflora (Vahl) Ker Gawl.
- Tritonia teretifolia Baker
- Tritonia thunbergii N.E. Br.
- Tritonia tigrina Pax
- Tritonia trinervata Baker
- Tritonia tripunctata Dehnh.
- Tritonia tristis Dehnh.
- Tritonia tugwelliae L. Bolus
- Tritonia undulata (Burm. f.) Baker
- Tritonia unguiculata Baker
- Tritonia ventricosa Baker
- Tritonia viridis (Aiton) Ker Gawl.
- Tritonia watermeyeri L. Bolus
- Tritonia watsonioides Baker
- Tritonia wilsonii Baker
- Tritonia xanthospila (DC.) Ker Gawl. ex Spreng.
- Tritonia ×crocosmiiflora G. Nicholson